# Liste der denkmalgeschützten Objekte in Postoloprty
Grundlage dieser Liste der denkmalgeschützten Objekte in Postoloprty ist die ÚSKP-Liste (Ústřední seznam kulturních památek České republiky, deutsch Zentrale Liste der Kulturdenkmäler der Tschechischen Republik), die von der tschechischen Denkmalschutzbehörde NPÚ (Národní památkový ústav, deutsch Nationale Denkmalbehörde) seit 1987 geführt wird und an die seit dem Jahr 1850 geschaffenen Listen anschließt.

## Denkmalgeschützte Objekte in Postoloprty nach Ortsteilen

### Postoloprty(Postelberg)
| Lage                                                        | Objekt                                                       | Beschreibung | ÚSKP-Nr.                  | Bild                                |
| ----------------------------------------------------------- | ------------------------------------------------------------ | --- | ------------------------- | ----------------------------------- |
| Postoloprty, am nordwestlichen Stadtrand (Standort)         | Friedhofskapelle mit Friedhof                                | Friedhofskapelle – Neorenaissance-Zentralgebäude (1888). Das Friedhofsareal erstreckt sich über einen rechteckigen Grundriss und kann durch ein Tor von Süden betreten werden. Die Friedhofskapelle befindet sich im nördlichen Teil in der Achse des Eingangstors. Einzeldenkmale: Friedhofskapelle, Tor, ehemalige Leichenhalle und Einfriedung des Friedhofs mit Schuppen. Im Jahr 2013 wurde der Umfang des Denkmals im Denkmalkatalog erweitert. | 43632/5-1352 Info Katalog | weitere Bilder                      |
| Postoloprty, am Friedhof (Standort)                         | Statue des hl. Johannes von Nepomuk                          | Statue des hl. Johannes von Nepomuk. Die Barockstatue wurde 1718 geschaffen und besteht aus einem prismatischen Sockel, auf dem eine Skulptur montiert ist. Die männliche Figur trägt ein kanonisches Gewand und hält ein Kruzifix im Arm. Die Statue wurde 1996 umgesetzt. Der urspr. Standort war in der Wolkerova-Straße. | 43540/5-1357 Info Katalog | Statue des hl. Johannes von Nepomuk |
| Postoloprty, am Friedhof (Standort)                         | Säule mit Statue des hl. Wenzel                              | Säule mit Statue des hl. Wenzel (1701) | 42618/5-1356 Info Katalog | Säule mit Statue des hl. Wenzel     |
| Postoloprty, 5. května 102, 103, Marxovo náměstí (Standort) | Altes Rathaus                                                | Das Alte Rathaus besteht aus zwei Gebäuden, die im stumpfen Winkel zueinander stehen und einen L-förmigen Grundriss bilden. Beide Häuser sind einstöckig und mit einem hochbarocken Giebel versehen. Einzeldenkmale sind: - Gebäude Nr. 102 - Gebäude Nr. 103 - Einfriedungsmauer | 43485/5-1363 Info Katalog | Altes Rathaus                       |
| Postoloprty, Mírové náměstí, pp. 6/1 (Standort)             | Säule mit Pietà-Skulptur                                     | Säule mit Pietà-Skulptur (1701) von Johann Karl Vetter (um 1680–1742). Der untere Teil des zweistufigen Sockels ist mit Heiligenstatuen versehen (Sebestian, Veit, Wenzel und Florian in den Ecken sowie Maria Magdalena liegend). Zwischen ihnen erhebt sich eine hohe Säule mit einer Skulptur der Pietà. | 42840/5-1355 Info Katalog | weitere Bilder                      |
| Postoloprty, Mírové náměstí (Standort)                      | Brunnen                                                      | Barocker Steinbrunnen auf quadratischem Sockel mit profilierten Wänden. | 42350/5-1358 Info Katalog | Brunnen                             |
| Postoloprty, Mírové náměstí 3 (Standort)                    | Stadthaus Mírové náměstí Nr. 3                               | Verwaltungsgebäude im Empirestil – einstöckiges Eckhaus mit Walmdach aus den Jahren 1827/28, Hauptfassade mit sieben Fensterachsen, Haupteingang in der Mittelachse mit Pilastern im Erdgeschoss und im ersten Stock sowie dreieckigem Giebel mit Wappen, jetzt als Kino, Bibliothek uns Stadtinformationszentrum genutzt. | 43361/5-1354 Info Katalog | weitere Bilder                      |
| Postoloprty, Alšova 43 (Standort)                           | Alšova čp. 43                                                | Stadthaus – giebelständiges, einstöckiges Gebäude mit Satteldach, repräsentative Fassade mit massivem Giebel in barocken Formen. | 42805/5-1359 Info Katalog | weitere Bilder                      |
| Postoloprty, Mírové náměstí 9 (Standort)                    | Mírové náměstí čp. 9                                         | Stadthaus – einstöckiges Eckhaus auf trapezförmigem Grundriss aus dem 16. Jahrhundert, heutiges Aussehen durch Umbauten im 18. Jahrhundert. Die Fassaden sind durch Lisenen unterteilt. Das Portal an der Längsfassade ist dekorativ ausgeführt. | 43218/5-1365 Info Katalog | Mírové náměstí čp. 9                |
| Postoloprty, Alšova 40 (Standort)                           | Haus Alšova Nr. 40 (Ruine)                                   | Stadthaus in geschlossener Bebauung aus dem Jahr 1714, nur noch als Torso der Grundmauern erhalten. In einer Nische in der Fassade hat urspr. eine Nepomuk-Statue gestanden. Der Denkmalstatus wurde bisher nicht widerrufen. | 43064/5-1360 Info Katalog | weitere Bilder                      |
| Postoloprty, Wolkerova 659, 647, 10 (Standort)              | Ehem. Schwarzenberg’sche Brauerei (Schwarzenbergsky pivovar) | Ehem. Schwarzenberg’sche Brauerei, errichtet im 18. Jahrhundert, 1949 geschlossen. Die ältesten Gebäude sind in der Mälzerei zu finden. Die Gebäude sind sowohl durch die architektonische Gestaltung als auch durch die erhaltene Brauerei-Technologie wertvoll. Einzeldenkmale sind: - Mälzerei, Nr. 659, einstöckiges Gebäude um einem rechteckigen Innenhof aus dem 18. Jahrhundert, über dem Eingang ein Sandstein-Wappen der Schwarzenberger, durch einen Brand stark geschädigt - Sudhaus, dreistöckiges Gebäude auf L-förmigen Grundriss, mit einem neugotischen Giebel im östlichen Teil sowie Fassaden mit Lisenen - Wasserturm auf quadratischen Grundriss mit einem Flachdach im Geiste der Tudorgotik - Schornstein, achteckig auf einem quadratischen Sockel - Fermentierhalle, ein zweistöckiges Gebäude, das mit dem Südflügel der Mälzerei verbunden ist, neugotische Giebelfassade (1863) - Betriebsgebäude, einstöckiges Gebäude aus Mauerwerk mit Putzresten und flacher Überdachung - Betriebsgebäude mit Innenhof, Nr. 647, rechteckiges Gebäude mit erhöhtem Erdgeschoss, Satteldach und einer südlichen Giebelfassade (1867) - Tor I, es befindet sich im nördlichen Bereich des Brauereikomplexes in Richtung Alšova-Straße - Tor II, Südwesttor - Lagerkeller mit Eishaus, Nr. 10, liegt westlich der Brauerei und ist durch die Wolkerova-Straße getrennt | 42907/5-1364 Info Katalog | weitere Bilder                      |
| Postoloprty, Mírové náměstí 1, Wolkerova 12 (Standort)      | Schloss Postoloprty                                          | Schloss Postelberg, es wurde ab 1611 auf dem Gelände des Klosters errichtet und 1706–1718 nach Plänen von Paul Ignaz Bayer (1656–1733) im Barockstil umgebaut. Zwischen den Schlossflügeln befindet sich ein umzäunter Hof, wodurch die Bereiche des Außenhofs vor dem Schlossgebäude und des Schlossgartens getrennt werden. - Schloss Mírové náměstí 1 mit Innenhof - Hofzaun mit Tor - Umzäunung des Schlossareals mit einem Tor (Nordseite) - Außenhof (nördlich des Schlosses) - Gartenmauer mit Tor I (Nordostseite) - Gartenmauer mit Tor II (Westseite) - Schlossgarten mit Bassin - Wirtschaftsgebäude (in der südöstlichen Ecke) - Gartenhaus (an der Südseite des Gartens) - Brunnen (an der Südseite des Gartens) - Stützmauer (an der Südseite des Gartens) - Haus Wolkerova 12 | 42373/5-1353 Info Katalog | weitere Bilder                      |
| Postoloprty, Mírové náměstí (Standort)                      | Kirche Mariä Himmelfahrt (Kostel Nanebevzetí Panny Marie)    | Kirche Mariä Himmelfahrt, erbaut zwischen 1746 und 1753 im Barockstil nach den Plänen des Architekten Andrea Altomonte (1699–1780) erbaut. In der Hauptfassade befinden sich zwei Nischen mit Statuen des hl. Peter und des hl. Paul. | 42395/5-1351 Info Katalog | weitere Bilder                      |
| Postoloprty, Mírové náměstí 125, Husova (Standort)          | Gasthaus (Zájezdní hostinec)                                 | Rasthaus, ursprünglich Poststation, vermutlich um die Wende vom 18. zum 19. Jahrhundert erbaut, in der zweiten Hälfte des 20. Jahrhunderts geringfügig verändert. Das zweistöckige Haus steht auf einem U-förmigen Grundriss. | 42688/5-1366 Info Katalog | Gasthaus (Zájezdní hostinec)        |
| Postoloprty, Husova 124 (Standort)                          | Pfarrhaus                                                    | Areal des Pfarrhofs der Kirche Mariä Himmelfahrt mit folgenden Einzeldenkmalen: Pfarrhaus, Umzäunung mit Tor und Pforte, Umzäunung mit Tor und Vasen, Scheune mit den Überresten einer Benediktinerabtei, Pfarrgarten und Gartenmauer. | 43666/5-1367 Info Katalog | weitere Bilder                      |
| Postoloprty, 5. května 109 (Standort)                       | Landwirtschaftlicher Hof Nr. 109                             | Landwirtschaftlicher Hof (1770), am Rande des historischen Zentrums der Stadt, mit folgenden Einzeldenkmalen: Nördliches und südliches Wohngebäude, Haupttor mit Segmentgiebel und Kartusche mit zwei Wappen sowie Umzäunung, Verwaltungsgebäude, mehrere Scheunen, Getreidespeicher und Schuppen sowie Tor mit Stützmauer am Wohngebäude und hinteres Tor. | 42463/5-1370 Info Katalog | weitere Bilder                      |
| Postoloprty, südlich vom Ringplatz (Standort)               | Flutbrücke (Inundační most)                                  | Flutbrücke über das Überschwemmungsgebiet der Eger führt, errichtet in der Mitte des 19. Jahrhunderts aus Mergelstein. Der Teil, der den Fluss überquert, wurde in den Jahren 1907–1909 im Sezessionsstil erbaut. Die steinerne Brücke ist in vier Teile gegliedert: - Teil I: Der erste Teil der Brücke (von Postoloprty ausgehend) besteht aus zehn Segmenten, die auf acht Säulen stehen und wurde in der Mitte des 19. Jahrhunderts erbaut. - Teil II: Der zweite Teil der Brücke überspannt den Fluss und ist eine der ersten Betonbrücken in Böhmen aus den Jahren 1908/09 und steht auf zwei Säulen. - Teil III: Der dritte Teil der Brücke ruht auf vier Säulen. Es ist strukturell identisch mit dem ersten Teil. - Teil IV: Der vierte Teil der Brücke hat acht Säulen und ist strukturell identisch mit dem ersten Teil, aber die Steine sind mit Spritzbeton versehen. | 42668/5-1350 Info Katalog | weitere Bilder                      |
| Postoloprty (Standort)                                      | Befestigte Siedlung Drahúš                                   | Befestigte Siedlung Drahúš, archäologische Spuren. Nach der böhmischen Chronik Chronica Boemorum des Cosmas von Prag wurde die frühmittelalterliche befestigte Siedlung im 9. Jahrhundert am linken Ufer der Eger errichtet und war von einem Wall mit einer Gesamtlänge von 1100 m umgeben. Hier wurde vermutlich im 12. Jahrhundert das Benediktinerkloster Porta apostolorum erbaut, das während der Hussitenkriege zerstört wurde. | 42573/5-1369 Info Katalog | weitere Bilder                      |

### Rvenice (Fernenz)
| Lage                                                  | Objekt                         | Beschreibung | ÚSKP-Nr.                  | Bild                           |
| ----------------------------------------------------- | ------------------------------ | --- | ------------------------- | ------------------------------ |
| Rvenice 1 (Standort)                                  | Landwirtschaftlicher Hof Nr. 1 | Landwirtschaftlicher Hof, Bauerngehöft aus der zweiten Hälfte des 18. Jahrhunderts, mit folgenden Einzeldenkmalen: Hauptwohngebäude, Getreidespeicher, Hopfentrockner, Wirtschaftsgebäude, Scheunen sowie Tor I und II. | 42446/5-1401 Info Katalog | Landwirtschaftlicher Hof Nr. 1 |
| Rvenice, auf der östlichen Seite des Dorfs (Standort) | Straßenbrücke (Silniční most)  | Straßenbrücke über den Bach Chomutovka (Kometau) mit zwei Segmentbögen, die auf einer zentralen Säule ruhen. | 43671/5-1402 Info Katalog | Straßenbrücke (Silniční most)  |

### Seménkovice (Semenkowitz)
| Lage                                 | Objekt                                      | Beschreibung | ÚSKP-Nr.                  | Bild                                        |
| ------------------------------------ | ------------------------------------------- | --- | ------------------------- | ------------------------------------------- |
| Seménkovice 1 (Standort)             | Bauernhaus Nr. 1                            | Bauerngehöft, zweistöckiges Gebäude mit Walmdach. Das Obergeschoss hat sechs Fensterachsen.                                   | 42568/5-1398 Info Katalog | Bauernhaus Nr. 1                            |
| Seménkovice, am Dorfplatz (Standort) | Statue des hl. Josef (Socha svatého Josefa) | Statue des heiligen Josef mit dem kleinen Jesus auf dem Arm, über beiden Köpfen befindet sich ein strahlender Heiligenschein. | 43077/5-1399 Info Katalog | Statue des hl. Josef (Socha svatého Josefa) |

### Vrbka (Ferbka)
| Lage             | Objekt  | Beschreibung | ÚSKP-Nr.                  | Bild    |
| ---------------- | ------- | --- | ------------------------- | ------- |
| Vrbka (Standort) | Kapelle | Kapelle aus dem frühen 19. Jahrhundert, mit Nischen neben dem Eingang, in denen Statuen des hl. Florian und des hl. Johannes von Nepomuk stehen. In der Mitte des pyramidenförmigen Daches erhebt sich der Glockenturm mit einem Kreuz. In der Kapelle befinden sich in einer Nische die Statue des hl. Sebastian und eine frühbarocke Madonna. | 43042/5-1371 Info Katalog | Kapelle |

### Březno (Priesen)
| Lage                            | Objekt                                 | Beschreibung | ÚSKP-Nr.                  | Bild                                   |
| ------------------------------- | -------------------------------------- | --- | ------------------------- | -------------------------------------- |
| Březno (Standort)               | Burgwall Na Šachtách                   | Burgwall Na Šachtach. Die prähistorische befestigte Siedlung aus der Bronzezeit ist seit 1976 durch Funde gut dokumentiert. Sie wird der Aunjetitzer Kultur und der späten Hallstattzeit zugeordnet. Die ehemalige Wohnsiedlung mit einer Fläche von ca. 4 ha befand sich im Mäander des Flusses Eger (Ohře) gegenüber der Mündung der Chomutovka. | 43765/5-1150 Info Katalog | weitere Bilder                         |
| Březno, am Dorfplatz (Standort) | Steinernes Kruzifix (Kamenný crucifix) | Steinernes Kruzifix. Barocke Sandsteinskulptur aus dem Jahr 1743 als dominierendes Merkmal in der Mitte des Dorfplatzes. | 50969/5-5900 Info Katalog | Steinernes Kruzifix (Kamenný crucifix) |

### Malnice (Malnitz)
| Lage                  | Objekt                         | Beschreibung | ÚSKP-Nr.                  | Bild                           |
| --------------------- | ------------------------------ | --- | ------------------------- | ------------------------------ |
| Malnice 10 (Standort) | Hopfentrockner bei Haus Nr. 10 | Hopfen-Trockenkammer, errichtet als mehrstöckiges Wirtschaftsgebäude hinter dem Wohngebäude, mit einer Veranda, die über eine Außentreppe aus Holz zugänglich ist. Im Erdgeschoss befindet sich ein Tonnengewölbe mit zwei Lünetten. | 43477/5-1406 Info Katalog | Hopfentrockner bei Haus Nr. 10 |

### Skupice (Skupitz)
| Lage                                     | Objekt                                                    | Beschreibung | ÚSKP-Nr.                  | Bild              |
| ---------------------------------------- | --------------------------------------------------------- | --- | ------------------------- | ----------------- |
| Skupice 19 (Standort)                    | Bauernhaus Nr. 19                                         | Bauerngehöft auf rechteckigem Grundriss, Wohn- und Wirtschaftsgebäude mit einem reich verzierten Barockgiebel. Der Komplex umfasst auch einen Stall mit einem Hopfentrockner und einer Scheune. | 42372/5-1405 Info Katalog | Bauernhaus Nr. 19 |
| Skupice, nordöstlich vom Dorf (Standort) | Kirche Johannes der Täufer (Kostel svatého Jana Křtitele) | Die Kirche Johannes der Täufer mit einem separaten Glockenturm befindet sich auf dem Friedhof, der von einer Mauer mit Tor umgeben ist. Er befindet sich auf einem Hügel nordöstlich des Dorfes. Einzeldenkmale: - Kirche, ursprünglich gotisch, aus dem 13. Jahrhundert - Glockenturm (1633) - Leichenhaus (1903) | 43669/5-1403 Info Katalog | weitere Bilder    |

### Mradice (Mraditz)
| Lage                  | Objekt                                                            | Beschreibung | ÚSKP-Nr.                  | Bild           |
| --------------------- | ----------------------------------------------------------------- | --- | ------------------------- | -------------- |
| Mradice 14 (Standort) | Schloss Mradice (Zámeček Mradice)                                 | Schloss Mraditz: ohne Stall Nr. 12, Scheunen, Getreidespeicher. Von der gesamten Anlage sind nur das Schlossgebäude und ein Teil der Umfassungsmauer erhalten sowie der Schlossgarten. Das Schloss wurde 1802 im neugotischen Stil errichtet, auf dem Dach befindet sich ein Dachreiter mit Glocke. | 43078/5-1276 Info Katalog | weitere Bilder |
| Mradice (Standort)    | Kapelle der vierzehn Nothelfer (Kaple Čtrnácti svatých pomocníků) | Kapelle der vierzehn Nothelfer, errichtet im Jahr 1841 an der Stelle eines älteren Sakralgebäudes, mit einem quadratischen Backsteinturm mit Zeltdach. | 51012/5-5904 Info Katalog | weitere Bilder |

### Strkovice (Sterkowitz)
| Lage                                  | Objekt                                          | Beschreibung | ÚSKP-Nr.                  | Bild                                            |
| ------------------------------------- | ----------------------------------------------- | --- | ------------------------- | ----------------------------------------------- |
| Strkovice 1 (Standort)                | Schloss Strkovice                               | Schloss Sterkowitz. Das klassizistische Schloss wurde 1634 erbaut und 1848 umgebaut. Der Komplex umfasst Wohngebäude, verschiedene Wirtschaftsgebäude, einen Park und eine Umfassungsmauer mit einem Tor.                             | 42915/5-1443 Info Katalog | weitere Bilder                                  |
| Strkovice, bei der Kapelle (Standort) | Statue des hl. Germanus (Socha svatého Germana) | Statue des Germanus von Paris oder des Germanus von Auxerre, barocke Sandsteinstatue aus der ersten Hälfte des 18. Jahrhunderts, bestehend aus einem einfachen Sockel und einer Figur im Bischofsgewand mit einer Mitra auf dem Kopf. | 42643/5-3558 Info Katalog | Statue des hl. Germanus (Socha svatého Germana) |
| Strkovice, bei der Kapelle (Standort) | Statue des hl. Johannes von Nepomuk             | Statue des hl. Johannes von Nepomuk, barocke Sandsteinskulptur aus der ersten Hälfte des 18. Jahrhunderts, bestehend aus einem einfachen Sockel und einem Skulptur im kanonischen Gewand und mit einem Kruzifix in der rechten Hand.  | 43232/5-1442 Info Katalog | Statue des hl. Johannes von Nepomuk             |
| Strkovice, am Dorfplatz (Standort)    | Kapelle der hl. Anna                            | Kapelle der hl. Anna, Backsteinkapelle aus der ersten Hälfte des 18. Jahrhunderts auf quadratischem Grundriss, mit pyramidenförmigen Dach, auf dem eine Laterne steht. Die Fassaden sind mit Pilastern verziert.                      | 43457/5-1441 Info Katalog | weitere Bilder                                  |

### Hradiště (Hraidisch)
| Lage                                | Objekt                                                    | Beschreibung | ÚSKP-Nr.                  | Bild           |
| ----------------------------------- | --------------------------------------------------------- | --- | ------------------------- | -------------- |
| Hradiště, im Dorfzentrum (Standort) | Kirche St. Simon und Judas (Kostel svatých Šimona a Judy) | Kirche St. Simon und Judas Thaddäus, ursprünglich gotisch, im Barockstil umgebaut, mit einem prismatischen Turm. Das Kirchenschiff hat eine flache Decke, der Chor ist mit einem Kreuzrippengewölbe versehen, der Abschluss mit Maßwerk und figürlichen Konsolen. | 42946/5-1440 Info Katalog | weitere Bilder |